# 원장길
원장길(元長吉, 1912년 12월 2일 강릉 ~ 2002년 2월 9일)은 대한민국의 정치인이다.

## 약력
- 농업실천중학교와 평양의학전문학교를 졸업하였다.
- 독촉국민회묵호지부조직부장
- 조선청년동맹묵호읍지부위원장
- 대동청년단 군단장
- 제헌 국회의원(강원 강릉갑)
- 제헌동지회 회장
- 대한민국헌정회 운영위원 및 편집위 의장
- 국민훈장 무궁화장을 받았다.[1]
- 1997년 11월 17일, 1997년 대한민국 대통령 선거에 출마한 이회창 후보의 지지를 선언한 바 있다.[2]
- 2002년 2월 9일 오전 11시45분경 서울 신림동 자택에서 노환으로 별세했다.[3]

## 역대 선거 결과
| 실시년도 | 선거   | 대수 | 직책     | 선거구         | 정당       | 득표수   | 득표율          | 순위 | 당락 | 비고 |
| -------- | ------ | ---- | -------- | -------------- | ---------- | -------- | --------------- | ---- | ---- | ---- |
| 1948년   | 총선   | 1대  | 국회의원 | 강원 강릉군 갑 | 대동청년단 | 13,441표 | \| \| 42.71% \| | 1위  |      | 초선 |
|          | 42.71% |      |          |                |            |          |                 |      |      |      |

## 참고자료
- 《대한민국 의정총람》, 국회의원총람발간위원회, 1994년
- 원장길 - 대한민국헌정회